# Greenacres (Florida)
Greenacres ist eine Stadt im Palm Beach County im US-Bundesstaat Florida mit 43.990 Einwohnern (Stand: 2020).

## Geographie
Greenacres liegt etwa neun Kilometer vom Meer entfernt mitten im Palm Beach County. Die nächstgrößeren Städte im County sind Wellington mit etwa 12 Kilometer und Boynton Beach mit rund 15 Kilometer Entfernung.

## Demographische Daten
Laut der Volkszählung 2010 verteilten sich die damaligen 37.573 Einwohner auf 17.249 Haushalte. Die Bevölkerungsdichte lag bei 3105,2 Einw./km². 67,0 % der Bevölkerung bezeichneten sich als Weiße, 17,0 % als Afroamerikaner, 0,7 % als Indianer und 3,0 % als Asian Americans. 9,1 % gaben die Angehörigkeit zu einer anderen Ethnie und 3,2 % zu mehreren Ethnien an. 38,3 % der Bevölkerung bestand aus Hispanics oder Latinos.
Im Jahr 2010 lebten in 35,4 % aller Haushalte Kinder unter 18 Jahren sowie 32,4 % aller Haushalte Personen mit mindestens 65 Jahren. 65,6 % der Haushalte waren Familienhaushalte (bestehend aus verheirateten Paaren mit oder ohne Nachkommen bzw. einem Elternteil mit Nachkomme). Die durchschnittliche Größe eines Haushalts lag bei 2,61 Personen und die durchschnittliche Familiengröße bei 3,17 Personen.
27,3 % der Bevölkerung waren jünger als 20 Jahre, 28,3 % waren 20 bis 39 Jahre alt, 23,4 % waren 40 bis 59 Jahre alt und 21,1 % waren mindestens 60 Jahre alt. Das mittlere Alter betrug 36 Jahre. 47,5 % der Bevölkerung waren männlich und 52,5 % weiblich.
Das durchschnittliche Jahreseinkommen lag bei 42.707 $, dabei lebten 17,0 % der Bevölkerung unter der Armutsgrenze.
Im Jahr 2000 war Englisch die Muttersprache von 73,64 % der Bevölkerung, spanisch sprachen 21,02 % und 5,34 % hatten eine andere Muttersprache.

## Verkehr
Bis zum nächsten Flughafen, dem Flughafen Palm Beach sind es etwa sieben Kilometer. Die größeren Flughäfen, der Flughafen Fort Lauderdale mit etwa 65 Kilometer Entfernung und der Flughafen Miami mit rund 110 Kilometer Entfernung, sind durch die östlich von Greenacres vorbeiführende Interstate 95 gut zu erreichen. Westlich der Stadt verläuft der Florida’s Turnpike. Beide Autobahnen werden durch die Florida State Road 802 verbunden, die durch Greenacres verläuft.

## Kriminalität
Die Kriminalitätsrate lag im Jahr 2010 mit 352 Punkten (US-Durchschnitt: 266 Punkte) im durchschnittlichen Bereich. Es gab zwei Morde, 15 Vergewaltigungen, 60 Raubüberfälle, 102 Körperverletzungen, 342 Einbrüche, 651 Diebstähle, 64 Autodiebstähle und zwei Brandstiftungen.

## Persönlichkeiten
- Matt Bosher (* 1987), Footballspieler